# Aberdeen (Karolina Północna)
Aberdeen – miasto w Stanach Zjednoczonych, w stanie Karolina Północna, w hrabstwie Moore.